# SN 2007uu
SN 2007uu – supernowa typu Ia odkryta 9 grudnia 2007 roku w galaktyce A011401+0053. Jej jasność pozostaje nieznana.